# Хаґа (Тотіґі)

36°32′53″ пн. ш. 140°3′29″ сх. д. / 36.54806° пн. ш. 140.05806° сх. д.
Ха́ґа (яп. 芳賀町, はがまち, МФА: [haga mat͡ɕi̥]) — містечко в Японії, в повіті Хаґа префектури Тотіґі. Станом на 1 жовтня 2008 площа містечка становила 70,23 км². Станом на 1 січня 2009 населення містечка становило 16 336 осіб.